# Anders Fredrik Iggeström
Anders Fredrik Iggeström, född 18 maj 1728 i Stockholm, död 29 september 1794, var en svensk borgmästare och kommerseråd.

## Biografi
Anders Fredrik Iggeström föddes 1728 i Stockholm och var son till en landskamrerare i staden. Han blev 1743 student vid Uppsala universitet och flyttade senare till Linköping där han fick titeln assessor. Iggeström blev 1751 auskultant i Svea hovrätt och extra kanslist vid amiralitetskollegiet. Han blev vice auditör vid Amiralitetet och senare sekreterare och auditör. År 1761 blev han landskamrerare i Östergötland. Iggeström blev 1784 handelsborgmästare och politieborgmästare i Norrköping och 1792 blev han kommerseråd. Han avled 1794.